# San Miguelito (Intibucá)
San Miguelito é uma cidade hondurenha do departamento de Intibucá.